# 杨长槐
杨长槐（1938年12月—2015年9月25日），男，侗族，贵州天柱人，中国画家，一级美术师，曾任贵州省文联主席，第九、十届全国人大代表、常委会委员。

## 生平
1998年3月，第九届全国人大第一次会议上，他当选为全国人民代表大会常务委员会委员。